# Ubaidullah Barzani
Ubaidullah Barzani, seltener auch Ubayd Allah al-Barzani (arabisch عبيد الله البارزاني, DMG ʿUbaid Allāh al-Bārizānī; kurdisch عوبەیدوڵڵا بارزانی‎; * 1927 oder 1933 in Barzan, Irak; † 1980 in Bagdad, Irak) war ein kurdischer Politiker im Irak.
Ubaidullah war der älteste Sohn des Molla Mustafa Barzani und somit Bruder von Idris Barzani und Masud Barzani. Ubaidallah war von 1947 bis 1955 zunächst nach Basra, dann 1955 bis 1958 nach Bagdad verbannt worden, wo er faktisch als Geisel unter Hausarrest festgehalten wurde.
Nach dem Staatsstreich Abd al-Karim Qasims wurde er freigelassen und in der Demokratischen Partei Kurdistans aktiv. Bald wurde er Mitglied des Barzani-treuen Politbüros. Über das Autonomieabkommen mit der irakischen Zentralregierung, das Mustafa Barzani ablehnte, zerstritt sich Ubaidullah 1971 mit seinem Vater und auch die DPK untereinander. Nach einem kurzen Aufenthalt in Algerien 1973 trat Ubaidullah der von Haschim Aqrawi und Aziz Aqrawi gegründeten sogenannten Neo-KDP bei und wurde im Rahmen der Nationalen Progressiven Front von April 1974 bis 1977 sowie von 1978 bis 1980 Staatsminister in der Zentralregierung in Bagdad.
1980 wurde er unter bis heute nicht aufgeklärten Umständen ermordet.